# Hans Mühlethaler
Hans Mühlethaler (Mungnau bei Zollbrück, 9 luglio 1930 – 17 settembre 2016) è stato uno scrittore e drammaturgo svizzero.

## Biografia
Lavora come insegnante, organista e scrittore, nella valle dell'Emme, in Svizzera. Dal 1963, il suo libro, "An der Grenze"  viene ripetutamente rappresentato al Teatro di Zurigo e pubblicato da Hans Rudolf Hilty, nella sua rivista letteraria Hortulus. Durante un soggiorno a Berlino, tra il 1967 ed il 1968, lo scrittore manifesta interesse per la "Kommune 1", la prima comunità a proprietà collettiva nata in Germania Ovest, partecipando ai movimenti sociali contro la guerra del Vietnam.
Per il suo libro di poesie, "Zutreffendes ankreuzen"  pubblicato nel 1968, ha ricevuto il Premio Letteratura del Cantone di Berna. Dal 1971 al 1987 è stato segretario dell'associazione di Gruppo Olten. Come tale, è anche cofondatore di ProLitteris.
I suoi romanzi, orientati alla critica sociale, sono stati pubblicati, tra gli altri, dall'editore Zytglogge.
Nelle sue ultime opere, funziona, filosoficamente, sulla coscienza, la paura della morte, la vecchiaia e la morte. Il suo libro, "Das Bewusstsein - Ursache und  Überwindung der Todesangst"  è considerato la sua principale opera filosofica. Dopo diversi anni di vivere in cui è vissuto a Parigi, città a cui lo scrittore dedica il suo romanzo autobiografico "Der leere Sockel" , del 2000, e le sue poesie del 2011, "Pariser Innenhof" , ora vive nella Münstergasse a Berna. È membro dell'associazione degli autori e autrici svizzeri. È sposato e padre di cinque figli.